# Eddy Hau
Eduard Hau, més conegut com a Eddy Hau   (Niederwerrn, 19 de març de 1952) és un ex-pilot de motocròs i enduro alemany, guanyador de quatre Campionats d'Europa d'enduro en les categories de 100 i 500 cc i membre de l'equip de la RFA que guanyà el Trofeu als ISDT de 1975 i 1976.

## Trajectòria esportiva
Hau començà la seva carrera el 1969 a Schweinfurt com a pilot privat amb una Hercules-Sachs 50 cc. El 1975 es va incorporar a l'equip de fàbrica de Zündapp i el mateix any va guanyar el Trofeu als Sis Dies Internacionals d'Enduro celebrats a l'Illa de Man, com a membre de l'equip de la RFA. L'any següent, 1976 el va tornar a guanyar a l'edició celebrada a Zeltweg, Àustria. Entre 1979 i 1983 va guanyar pilotant la Zündapp quatre títols europeus d'enduro, els dos primers en 100 cc i els altres dos en 500 cc 4T. A partir de 1984 va passar a pilotar la BMW en diversos raids africans, especialment el Ral·li Dakar on arribà a assolir el 7è lloc el 1986.
Entre 1983 i 1993 fou el director de l'escola d'enduro i motocròs de l'ADAC (club de l'automòbil alemany).

## Palmarès

### Campionat d'Europa d'enduro
- 2 Campionats d'Europa d'enduro en 100cc (1979 i 1980)
- 2 Campionats d'Europa d'enduro en 500cc 4T (1982 i 1983)

### ISDT
- 2 Victòries al Trofeu (1975 a l'Illa de Man i 1976 a Àustria)

### Campionat de la RFA de motocròs
- 1 vegada Campió en 125cc (1976)